# فهرست طویل‌ترین رودهای ایالات متحده

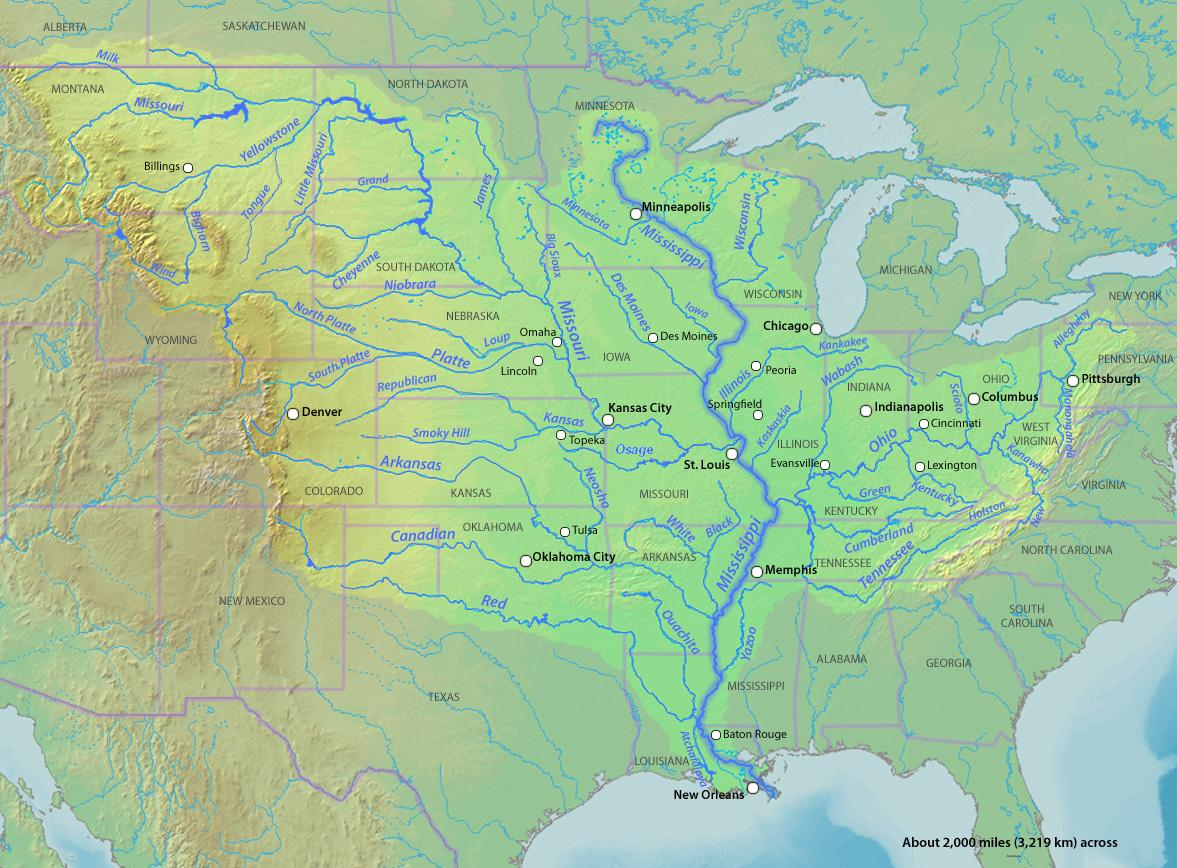

فهرست طویل‌ترین رودهای ایالات متحده (انگلیسی: List of longest rivers of the United States)

## جدول
منبع اصلی for watershed و discharge data در جدول زیر رودهای آمریکای شمالی است. Conflicting data from other sources, if the difference is بزرگتر ۱۰ درصد، is reported in the notes. Discharge refers to the flow at the mouth. در ستون "ایالت‌ها، استان‌ها، و تصاویر" , superscripts "s" و "m" "سرچشمه" و "مدخل". Non-U.S. states appear in italics. بجز در ستون "ایالت‌ها, استان‌ها, و تصاویر" , اختصارات به شرح زیر است: "km" برای "کیلومتر", "mi" بجای "مایل", "s" بجای "دقیقه", "m" بجای "متر", و "ft" بجای "foot".
رودخانه است به طور کامل در داخل ایالات متحده نمی
| رودخانه‌ای که کاملاً در داخل ایالات متحده نیست. |
| حوضه‌ای که کاملاً در داخل ایالات متحده نیست.    |

| #  | نام رود            | ریزشگاه                       | طول                   | مختصات سرچشمه                                                   | مختصات ریزشگاه                                                  | Watershed area                  | Discharge                 | ایالت‌ها، استان‌ها، و تصویر                                                                  |
| -- | ------------------ | ----------------------------- | --------------------- | --------------------------------------------------------------- | --------------------------------------------------------------- | ------------------------------- | ------------------------- | ------------------------------------------------------------------------------------------ |
| ۱  | رود میزوری         | رود میسیسیپی                  | ۲٬۳۴۱ mi ۳٬۷۶۸ km     | ۴۵°۵۵′۳۹″ شمالی ۱۱۱°۳۰′۲۹″ غربی / ۴۵٫۹۲۷۵۰°شمالی ۱۱۱٫۵۰۸۰۶°غربی | ۳۸°۴۸′۴۹″ شمالی ۹۰°۰۷′۱۱″ غربی / ۳۸٫۸۱۳۶۱°شمالی ۹۰٫۱۱۹۷۲°غربی   | ۵۲۹٬۳۵۳ mi2 · ۱٬۳۷۱٬۰۱۷ km2 ·   | ۶۹٬۱۰۰ ft3/s ۱٬۹۵۶ m3/s   | مونتاناs، داکوتای شمالی، داکوتای جنوبی، نبراسکا، آیووا، کانزاس، میزوریm                    |
| ۲  | رود میسیسیپی       | خلیج مکزیک                    | ۲٬۲۰۲ mi ۳٬۵۴۴ km     | ۴۷°۱۴′۲۲″ شمالی ۹۵°۱۲′۲۹″ غربی / ۴۷٫۲۳۹۴۴°شمالی ۹۵٫۲۰۸۰۶°غربی   | ۲۹°۰۹′۰۴″ شمالی ۸۹°۱۵′۱۲″ غربی / ۲۹٫۱۵۱۱۱°شمالی ۸۹٫۲۵۳۳۳°غربی   | ۱٬۲۶۰٬۰۰۰ mi2 · ۳٬۲۷۰٬۰۰۰ km2 · | ۶۵۰٬۰۰۰ ft3/s ۱۸٬۴۰۰ m3/s | مینه‌سوتاs، ویسکانسین، آیووا، ایلینوی، میزوری، کنتاکی، تنسی، آرکانزاس، میسیسیپی، لوئیزیاناm |
| ۳  | رود یوکون          | دریای برینگ                   | ۱٬۹۷۹ mi · ۳٬۱۸۵ km · | ۵۹°۳۵′۰۰″ شمالی ۱۳۳°۴۷′۰۰″ غربی / ۵۹٫۵۸۳۳۳°شمالی ۱۳۳٫۷۸۳۳۳°غربی | ۶۲°۳۵′۵۵″ شمالی ۱۶۴°۴۸′۰۰″ غربی / ۶۲٫۵۹۸۶۱°شمالی ۱۶۴٫۸۰۰۰۰°غربی | ۳۲۴٬۰۰۰ mi2 · ۸۳۹٬۲۰۰ km2 ·     | ۲۲۴٬۰۰۰ ft3/s ۶٬۳۴۰ m3/s  | بریتیش کلمبیاs، یوکان، آلاسکاm                                                             |
| ۴  | رود ریوگرانده      | خلیج مکزیک                    | ۱٬۷۵۹ mi · ۲٬۸۳۰ km · | ۳۷°۴۷′۵۲″ شمالی ۱۰۷°۳۲′۱۸″ غربی / ۳۷٫۷۹۷۷۸°شمالی ۱۰۷٫۵۳۸۳۳°غربی | ۲۵°۵۷′۲۲″ شمالی ۹۷°۰۸′۴۳″ غربی / ۲۵٫۹۵۶۱۱°شمالی ۹۷٫۱۴۵۲۸°غربی   | ۳۴۰٬۰۰۰ mi2 · ۸۷۰٬۰۰۰ km2 ·     | ۱٬۳۰۰ ft3/s ۳۷ m3/s       | کلرادوs، نیومکزیکو، تگزاسm، چیواوا، کواویلا، نوئوو لئون، تامائولیپاسm                      |
| ۵  | رودخانه کلرادو     | خلیج کالیفرنیا                | ۱٬۴۵۰ mi · ۲٬۳۳۰ km · | ۴۰°۲۸′۲۰″ شمالی ۱۰۵°۴۹′۳۴″ غربی / ۴۰٫۴۷۲۲۲°شمالی ۱۰۵٫۸۲۶۱۱°غربی | ۳۱°۴۸′۵۷″ شمالی ۱۱۴°۴۸′۲۲″ غربی / ۳۱٫۸۱۵۸۳°شمالی ۱۱۴٫۸۰۶۱۱°غربی | ۲۴۸٬۰۰۰ mi2 · ۶۴۲٬۰۰۰ km2 ·     | ۱٬۴۰۰ ft3/s ۴۰ m3/s       | کلرادوs، یوتا، آریزونا، نوادا، کالیفرنیا، سونوراm، باخا کالیفرنیاm                         |
| ۶  | رود آرکانزاس       | رود میسیسیپی                  | ۱٬۴۴۳ mi ۲٬۳۲۲ km     | ۳۹°۱۵′۳۰″ شمالی ۱۰۶°۲۰′۳۸″ غربی / ۳۹٫۲۵۸۳۳°شمالی ۱۰۶٫۳۴۳۸۹°غربی | ۳۳°۴۶′۳۰″ شمالی ۹۱°۰۴′۱۵″ غربی / ۳۳٫۷۷۵۰۰°شمالی ۹۱٫۰۷۰۸۳°غربی   | ۱۶۰٬۲۰۰ mi2 ۴۱۴٬۹۱۰ km2         | ۳۵٬۵۰۰ ft3/s ۱٬۰۰۴ m3/s   | کلرادوs، کانزاس، اکلاهما، آرکانزاسm                                                        |
| ۷  | رود کلمبیا         | اقیانوس آرام                  | ۱٬۲۴۳ mi · ۲٬۰۰۰ km · | ۵۰°۱۳′۰۰″ شمالی ۱۱۵°۵۱′۰۰″ غربی / ۵۰٫۲۱۶۶۷°شمالی ۱۱۵٫۸۵۰۰۰°غربی | ۴۶°۱۴′۳۹″ شمالی ۱۲۴°۰۳′۲۹″ غربی / ۴۶٫۲۴۴۱۷°شمالی ۱۲۴٫۰۵۸۰۶°غربی | ۲۷۹٬۵۴۸ mi2 · ۷۲۴٬۰۲۴ km2 ·     | ۲۷۳٬۰۰۰ ft3/s ۷٬۷۳۰ m3/s  | بریتیش کلمبیاs، واشینگتنm، اورگنm                                                          |
| ۸  | رود رد استوور      | رودهای Atchafalaya و میسیسیپی | ۱٬۱۲۵ mi ۱٬۸۱۱ km     | ۳۴°۳۴′۳۵″ شمالی ۹۹°۵۷′۵۴″ غربی / ۳۴٫۵۷۶۳۹°شمالی ۹۹٫۹۶۵۰۰°غربی   | ۳۱°۰۱′۱۰″ شمالی ۹۱°۴۴′۵۲″ غربی / ۳۱٫۰۱۹۴۴°شمالی ۹۱٫۷۴۷۷۸°غربی   | ۶۵٬۵۹۰ mi2 ۱۶۹٬۸۹۰ km2          | ۳۰٬۱۰۰ ft3/s ۸۵۲ m3/s     | اکلاهماs، تگزاس، آرکانزاس، لوئیزیاناm                                                      |
| ۹  | رود اسنیک          | رود کلمبیا                    | ۱٬۰۴۰ mi ۱٬۶۷۴ km     | ۴۴°۰۷′۴۹″ شمالی ۱۱۰°۱۳′۱۰″ غربی / ۴۴٫۱۳۰۲۸°شمالی ۱۱۰٫۲۱۹۴۴°غربی | ۴۶°۱۱′۱۰″ شمالی ۱۱۹°۰۱′۴۳″ غربی / ۴۶٫۱۸۶۱۱°شمالی ۱۱۹٫۰۲۸۶۱°غربی | ۱۰۸٬۰۰۰ mi2 ۲۸۱٬۰۰۰ km2         | ۵۵٬۳۰۰ ft3/s ۱٬۵۶۵ m3/s   | وایومینگs، آیداهو، اورگن، واشینگتنm                                                        |
| ۱۰ | رود اوهایو         | رود میسیسیپی                  | ۹۷۹ mi ۱٬۵۷۵ km       | ۴۰°۲۶′۳۴″ شمالی ۸۰°۰۱′۰۲″ غربی / ۴۰٫۴۴۲۷۸°شمالی ۸۰٫۰۱۷۲۲°غربی   | ۳۶°۵۹′۱۲″ شمالی ۸۹°۰۷′۵۰″ غربی / ۳۶٫۹۸۶۶۷°شمالی ۸۹٫۱۳۰۵۶°غربی   | ۲۰۴٬۰۰۰ mi2 ۵۲۹٬۰۰۰ km2         | ۳۰۸٬۴۰۰ ft3/s ۸٬۷۳۳ m3/s  | پنسیلوانیاs، اوهایو، ویرجینیای غربی، ایندیانا، ایلینوی، کنتاکیm                            |
| ۱۱ | رود کلرادو (تگزاس) | خلیج مکزیک                    | ۹۷۰ mi ۱٬۵۶۰ km       | ۳۲°۴۰′۴۷″ شمالی ۱۰۱°۴۳′۵۱″ غربی / ۳۲٫۶۷۹۷۲°شمالی ۱۰۱٫۷۳۰۸۳°غربی | ۲۸°۳۵′۴۱″ شمالی ۹۵°۵۸′۵۹″ غربی / ۲۸٫۵۹۴۷۲°شمالی ۹۵٫۹۸۳۰۶°غربی   | ۳۹٬۹۰۰ mi2 ۱۰۳٬۳۴۱ km2          | ۲٬۶۰۰ ft3/s ۷۵ m3/s       | تگزاسs, m                                                                                  |
| ۱۲ | رود تنسی           | رود اوهایو                    | ۹۳۵ mi ۱٬۵۰۴ km       | ۳۵°۵۷′۳۳″ شمالی ۸۳°۵۱′۰۱″ غربی / ۳۵٫۹۵۹۱۷°شمالی ۸۳٫۸۵۰۲۸°غربی   | ۳۷°۰۴′۰۲″ شمالی ۸۸°۳۳′۵۳″ غربی / ۳۷٫۰۶۷۲۲°شمالی ۸۸٫۵۶۴۷۲°غربی   | ۴۰٬۸۸۰ mi2 ۱۰۵٬۸۷۰ km2          | ۷۱٬۰۰۰ ft3/s۲٬۰۰۰ m3/s    | تنسیs، آلاباما، کنتاکیm                                                                    |
| ۱۳ | رود کانادا         | رود آرکانزاس                  | ۹۰۶ mi ۱٬۴۵۸ km       | ۳۷°۰۱′۱۱″ شمالی ۱۰۵°۰۴′۳۳″ غربی / ۳۷٫۰۱۹۷۲°شمالی ۱۰۵٫۰۷۵۸۳°غربی | ۳۵°۲۷′۱۲″ شمالی ۹۵°۰۱′۵۸″ غربی / ۳۵٫۴۵۳۳۳°شمالی ۹۵٫۰۳۲۷۸°غربی   | ۴۷٬۱۳۰ mi2 ۱۲۲٬۰۷۰ km2          | ۶٬۱۰۰ ft3/s ۱۷۴ m3/s      | نیومکزیکوs، تگزاس، اکلاهماm                                                                |
| ۱۴ | رود برازوس         | خلیج مکزیک                    | ۸۶۰ mi ۱٬۳۹۰ km       | ۳۳°۱۶′۰۷″ شمالی ۱۰۰°۰۰′۳۷″ غربی / ۳۳٫۲۶۸۶۱°شمالی ۱۰۰٫۰۱۰۲۸°غربی | ۲۸°۵۲′۳۳″ شمالی ۹۵°۲۲′۴۲″ غربی / ۲۸٫۸۷۵۸۳°شمالی ۹۵٫۳۷۸۳۳°غربی   | ۴۴٬۶۲۰ mi2 ۱۱۵٬۵۶۶ km2          | ۸٬۸۰۰ ft3/s ۲۴۹ m3/s      | تگزاسs، m                                                                                  |
| ۱۵ | رود گرین           | رودخانه کلرادو                | ۷۶۰ mi ۱٬۲۳۰ km       | ۴۳°۰۹′۱۳″ شمالی ۱۰۹°۴۰′۱۸″ غربی / ۴۳٫۱۵۳۶۱°شمالی ۱۰۹٫۶۷۱۶۷°غربی | ۳۸°۱۱′۲۱″ شمالی ۱۰۹°۵۳′۰۷″ غربی / ۳۸٫۱۸۹۱۷°شمالی ۱۰۹٫۸۸۵۲۸°غربی | ۴۴٬۹۰۰ mi2 ۱۱۶٬۲۰۰ km2          | ۶٬۱۰۰ ft3/s ۱۷۲ m3/s      | وایومینگs، کلرادو، یوتاm                                                                   |
| ۱۶ | رود پکوس           | رود ریوگرانده                 | ۷۳۰ mi ۱٬۱۷۵ km       | ۳۵°۵۸′۳۴″ شمالی ۱۰۵°۳۳′۲۹″ غربی / ۳۵٫۹۷۶۱۱°شمالی ۱۰۵٫۵۵۸۰۶°غربی | ۲۹°۴۱′۵۹″ شمالی ۱۰۱°۲۲′۱۷″ غربی / ۲۹٫۶۹۹۷۲°شمالی ۱۰۱٫۳۷۱۳۹°غربی | ۴۴٬۰۰۰ mi2 ۱۱۳٬۹۶۰ km2          | ۷۱ ft3/s ۲ m3/s           | نیومکزیکوs، تگزاسm                                                                         |
| ۱۷ | رود وایت           | رود میسیسیپی                  | ۷۲۰ mi ۱٬۱۵۹ km       | ۳۵°۵۰′۲۰″ شمالی ۹۳°۳۶′۱۶″ غربی / ۳۵٫۸۳۸۸۹°شمالی ۹۳٫۶۰۴۴۴°غربی   | ۳۳°۵۷′۰۵″ شمالی ۹۱°۰۴′۵۳″ غربی / ۳۳٫۹۵۱۳۹°شمالی ۹۱٫۰۸۱۳۹°غربی   | ۲۷٬۸۷۲ mi2 ۷۲٬۱۸۹ km2           | ۳۴٬۶۰۰ ft3/s ۹۷۹ m3/s     | آرکانزاسs، m، میزوری                                                                       |
| ۱۸ | رود جیمز           | رود میزوری                    | ۷۱۰ mi ۱٬۱۴۰ km       | ۴۷°۲۸′۵۳″ شمالی ۹۹°۵۱′۳۲″ غربی / ۴۷٫۴۸۱۳۹°شمالی ۹۹٫۸۵۸۸۹°غربی   | ۴۲°۵۲′۱۷″ شمالی ۹۷°۱۷′۲۶″ غربی / ۴۲٫۸۷۱۳۹°شمالی ۹۷٫۲۹۰۵۶°غربی   | ۲۰٬۹۴۲ mi2 ۵۴٬۲۴۰ km2           | ۸۵۴ ft3/s ۲۴٫۲ m3/s       | داکوتای شمالیs، داکوتای جنوبیm                                                             |
| ۱۹ | رود کاسکوکویم      | دریای برینگ                   | ۷۰۲ mi ۱٬۱۳۰ km       | ۶۳°۰۵′۱۶″ شمالی ۱۵۴°۳۸′۳۳″ غربی / ۶۳٫۰۸۷۷۸°شمالی ۱۵۴٫۶۴۲۵۰°غربی | ۶۰°۰۴′۵۹″ شمالی ۱۶۲°۲۰′۰۲″ غربی / ۶۰٫۰۸۳۰۶°شمالی ۱۶۲٫۳۳۳۸۹°غربی | ۴۸٬۰۰۰ mi2 ۱۲۴٬۳۱۹ km2          | ۶۷٬۰۰۰ ft3s ۱٬۹۰۰ m3/s    | آلاسکاs، m                                                                                 |
| ۲۰ | رود سیمارون        | رود آرکانزاس                  | ۶۹۸ mi ۱٬۱۲۳ km       | ۳۶°۵۴′۲۴″ شمالی ۱۰۲°۵۹′۱۲″ غربی / ۳۶٫۹۰۶۶۷°شمالی ۱۰۲٫۹۸۶۶۷°غربی | ۳۶°۱۰′۱۴″ شمالی ۹۶°۱۶′۱۹″ غربی / ۳۶٫۱۷۰۵۶°شمالی ۹۶٫۲۷۱۹۴°غربی   | ۱۹٬۵۱۰ mi2 ۵۰٬۵۴۰ km2           | ۱٬۵۰۰ ft3/s ۴۲ m3/s       | اکلاهماs، m، کلرادو، کانزاس                                                                |
| ۲۱ | رود کامبرلند       | رود اوهایو                    | ۶۹۶ mi ۱٬۱۲۰ km       | ۳۶°۵۰′۴۲″ شمالی ۸۳°۱۹′۲۶″ غربی / ۳۶٫۸۴۵۰۰°شمالی ۸۳٫۳۲۳۸۹°غربی   | ۳۷°۰۸′۳۶″ شمالی ۸۸°۲۴′۲۷″ غربی / ۳۷٫۱۴۳۳۳°شمالی ۸۸٫۴۰۷۵۰°غربی   | ۱۷٬۹۳۰ mi2 ۴۶٬۴۳۰ km2           | ۴۱٬۰۰۰ ft3/s ۸۶۲ m3/s     | کنتاکیs، m، تنسی                                                                           |
| ۲۲ | رود یلواستون       | رود میزوری                    | ۶۷۸ mi ۱٬۰۹۱ km       | ۴۳°۵۹′۱۸″ شمالی ۱۰۹°۵۵′۴۵″ غربی / ۴۳٫۹۸۸۳۳°شمالی ۱۰۹٫۹۲۹۱۷°غربی | ۴۷°۵۸′۴۲″ شمالی ۱۰۳°۵۸′۵۶″ غربی / ۴۷٫۹۷۸۳۳°شمالی ۱۰۳٫۹۸۲۲۲°غربی | ۷۰٬۴۰۰ mi2 ۱۸۲٬۳۳۶ km2          | ۱۲٬۸۰۰ ft3/s ۳۶۲ m3/s     | وایومینگs، مونتانا، داکوتای شمالیm                                                         |
| ۲۳ | North Platte River | رود پلت                       | ۶۶۵ mi ۱٬۰۷۰ km       | ۴۰°۳۸′۲۳″ شمالی ۱۰۶°۲۴′۱۹″ غربی / ۴۰٫۶۳۹۷۲°شمالی ۱۰۶٫۴۰۵۲۸°غربی | ۴۱°۰۶′۵۰″ شمالی ۱۰۰°۴۰′۳۳″ غربی / ۴۱٫۱۱۳۸۹°شمالی ۱۰۰٫۶۷۵۸۳°غربی | ۳۴٬۸۸۵ mi2 ۹۰٬۳۵۲ km2           | ۷۷۰ ft3/s ۲۱٫۹ m3/s       | کلرادوs، وایومینگ، نبراسکاm                                                                |
| ۲۴ | رود میلک           | رود میزوری                    | ۶۲۵ mi · ۱٬۰۰۵ km ·   | ۴۸°۵۱′۲۰″ شمالی ۱۱۳°۰۱′۱۰″ غربی / ۴۸٫۸۵۵۵۶°شمالی ۱۱۳٫۰۱۹۴۴°غربی | ۴۸°۰۳′۲۶″ شمالی ۱۰۶°۱۹′۰۷″ غربی / ۴۸٫۰۵۷۲۲°شمالی ۱۰۶٫۳۱۸۶۱°غربی | ۲۲٬۳۳۲ mi2 · ۵۷٬۸۳۹ km2 ·       | ۶۷۰ ft3/s ۱۸٫۹ m3/s       | آلبرتا، مونتاناs، m                                                                        |
| ۲۵ | Ouachita River     | Black River                   | ۶۰۵ mi ۹۷۴ km         | ۳۱°۴۱′۵۶″ شمالی ۹۴°۱۹′۵۷″ غربی / ۳۱٫۶۹۸۸۹°شمالی ۹۴٫۳۳۲۵۰°غربی   | ۳۱°۳۷′۵۳″ شمالی ۹۱°۴۸′۲۵″ غربی / ۳۱٫۶۳۱۳۹°شمالی ۹۱٫۸۰۶۹۴°غربی   | ۲۴٬۸۸۶ mi2 ۶۴٬۴۵۴ km2           | ۲۹٬۸۰۰ ft3/s ۸۴۳ m3/s     | آرکانزاسs، لوئیزیاناm                                                                      |
| ۲۶ | رود سن لوران       | خلیج سنت لورنس                | ۶۰۰ mi · ۹۶۵ km ·     | ۴۴°۰۵′۵۵″ شمالی ۷۶°۲۳′۲۸″ غربی / ۴۴٫۰۹۸۶۱°شمالی ۷۶٫۳۹۱۱۱°غربی   | ۴۹°۴۰′۰۰″ شمالی ۶۴°۳۰′۰۰″ غربی / ۴۹٫۶۶۶۶۷°شمالی ۶۴٫۵۰۰۰۰°غربی   | ۶۲۰٬۰۰۰ mi2 · ۱٬۶۰۰٬۰۰۰ km2 ·   | ۴۴۰٬۰۰۰ ft3/s ۱۲٬۶۰۰ m3/s | ایالت نیویورکs، انتریوs، [[کبک]]m                                                          |
| ۲۷ | رود هیلا           | رودخانه کلرادو                | ۶۰۰ mi ۹۶۰ km         | ۳۳°۱۰′۴۷″ شمالی ۱۰۸°۱۲′۲۲″ غربی / ۳۳٫۱۷۹۷۲°شمالی ۱۰۸٫۲۰۶۱۱°غربی | ۳۲°۴۳′۱۱″ شمالی ۱۱۴°۳۳′۱۹″ غربی / ۳۲٫۷۱۹۷۲°شمالی ۱۱۴٫۵۵۵۲۸°غربی | ۵۷٬۸۵۰ mi2 · ۱۴۹٬۸۳۲ km2 ·      | ۲۱۰ ft3/s ۶ m3/s          | نیومکزیکوs، آریزوناm                                                                       |
| ۲۸ | Sheyenne River     | رود رد شمال                   | ۵۹۱ mi ۹۵۱ km         | ۴۷°۴۱′۴۶″ شمالی ۱۰۰°۲۹′۵۲″ غربی / ۴۷٫۶۹۶۱۱°شمالی ۱۰۰٫۴۹۷۷۸°غربی | ۴۷°۰۱′۲۵″ شمالی ۹۶°۴۹′۳۱″ غربی / ۴۷٫۰۲۳۶۱°شمالی ۹۶٫۸۲۵۲۸°غربی   | ۸٬۸۰۰ mi2 ۲۳٬۰۰۰ km2            | ۲۸۸ ft3/s ۸٫۲ m3/s        | داکوتای شمالیs، m                                                                          |
| ۲۹ | رود تانانا         | رود یوکون                     | ۵۸۴ mi ۹۴۰ km         | ۶۳°۰۲′۵۷″ شمالی ۱۴۱°۵۱′۵۲″ غربی / ۶۳٫۰۴۹۱۷°شمالی ۱۴۱٫۸۶۴۴۴°غربی | ۶۵°۰۹′۳۸″ شمالی ۱۵۱°۵۷′۳۷″ غربی / ۶۵٫۱۶۰۵۶°شمالی ۱۵۱٫۹۶۰۲۸°غربی | ۴۴٬۰۰۰ mi2 ۱۱۴٬۰۰۰ km2          | ۴۱٬۸۰۰ ft3/s ۱٬۱۸۵ m3/s   | آلاسکاs، m                                                                                 |
| ۳۰ | Smoky Hill River   | کانزاس River                  | ۵۷۶ mi ۹۲۷ km         | ۳۸°۵۷′۰۱″ شمالی ۱۰۲°۳۴′۴۹″ غربی / ۳۸٫۹۵۰۲۸°شمالی ۱۰۲٫۵۸۰۲۸°غربی | ۳۹°۰۳′۳۶″ شمالی ۹۶°۴۸′۰۴″ غربی / ۳۹٫۰۶۰۰۰°شمالی ۹۶٫۸۰۱۱۱°غربی   | ۱۹٬۲۶۰ mi2 ۴۹٬۹۰۰ km2           | ۱٬۵۴۲ ft3/s ۴۳٫۷ m3/s     | کلرادوs، کانزاسm                                                                           |
| ۳۱ | رود نیوبرارا       | رود میزوری                    | ۵۶۸ mi ۹۱۴ km         | ۴۲°۴۹′۱۵″ شمالی ۱۰۴°۳۸′۵۰″ غربی / ۴۲٫۸۲۰۸۳°شمالی ۱۰۴٫۶۴۷۲۲°غربی | ۴۲°۴۵′۵۸″ شمالی ۹۸°۰۲′۵۰″ غربی / ۴۲٫۷۶۶۱۱°شمالی ۹۸٫۰۴۷۲۲°غربی   | ۱۲٬۶۰۰ mi2 ۳۲٬۶۰۰ km2           | ۱٬۷۰۰ ft3/s ۴۹ m3/s       | وایومینگs، نبراسکاm                                                                        |
| ۳۲ | Little رود میزوری  | رود میزوری                    | ۵۶۰ mi ۹۰۰ km         | ۴۴°۳۲′۲۵″ شمالی ۱۰۴°۵۹′۵۷″ غربی / ۴۴٫۵۴۰۲۸°شمالی ۱۰۴٫۹۹۹۱۷°غربی | ۴۷°۳۶′۳۸″ شمالی ۱۰۲°۵۲′۲۴″ غربی / ۴۷٫۶۱۰۵۶°شمالی ۱۰۲٫۸۷۳۳۳°غربی | ۸٬۳۱۰ mi2 ۲۱٬۵۰۰ km2            | ۴۵۰ ft3/s ۱۳ m3/s         | وایومینگs، مونتانا، داکوتای جنوبی، داکوتای شمالیm                                          |
| ۳۳ | Sabine River       | خلیج مکزیک                    | ۵۵۳ mi ۸۹۰ km         | ۳۲°۴۸′۲۹″ شمالی ۹۵°۵۵′۱۴″ غربی / ۳۲٫۸۰۸۰۶°شمالی ۹۵٫۹۲۰۵۶°غربی   | ۲۹°۵۹′۰۸″ شمالی ۹۳°۴۷′۲۶″ غربی / ۲۹٫۹۸۵۵۶°شمالی ۹۳٫۷۹۰۵۶°غربی   | ۹٬۷۵۶ mi2 ۲۵٬۲۶۸ km2            | ۸٬۴۰۰ ft3/s ۲۳۸ m3/s      | تگزاسs، لوئیزیاناm                                                                         |
| ۳۴ | رود رد شمال        | دریاچه وینیپگ                 | ۵۵۰ mi · ۸۹۰ km ·     | ۴۶°۱۵′۵۲″ شمالی ۹۶°۳۵′۵۵″ غربی / ۴۶٫۲۶۴۴۴°شمالی ۹۶٫۵۹۸۶۱°غربی   | ۵۰°۲۳′۴۷″ شمالی ۹۶°۴۸′۳۹″ غربی / ۵۰٫۳۹۶۳۹°شمالی ۹۶٫۸۱۰۸۳°غربی   | ۱۱۱٬۰۰۰ mi2 · ۲۸۷٬۵۰۰ km2 ·     | ۸٬۳۰۰ ft3/s ۲۳۶ m3/s      | داکوتای شمالیs، مینه‌سوتاs، مانیتوباm                                                       |
| ۳۵ | رود دی موین        | رود میسیسیپی                  | ۵۲۵ mi ۸۴۵ km         | ۴۴°۰۵′۰۲″ شمالی ۹۵°۴۱′۱۷″ غربی / ۴۴٫۰۸۳۸۹°شمالی ۹۵٫۶۸۸۰۶°غربی   | ۴۱°۲۲′۵۲″ شمالی ۹۱°۲۵′۲۱″ غربی / ۴۱٫۳۸۱۱۱°شمالی ۹۱٫۴۲۲۵۰°غربی   | ۱۲٬۰۱۸ mi2 ۳۱٬۱۲۷ km2           | ۶٬۴۰۰ ft3/s ۱۸۲ m3/s      | مینه‌سوتاs، میزوری، آیوواm                                                                  |
| ۳۶ | رود وایت           | رود میزوری                    | ۵۰۶ mi ۸۱۵ km         | ۴۲°۴۱′۱۰″ شمالی ۱۰۳°۵۰′۱۴″ غربی / ۴۲٫۶۸۶۱۱°شمالی ۱۰۳٫۸۳۷۲۲°غربی | ۴۳°۴۲′۵۰″ شمالی ۹۹°۲۸′۰۱″ غربی / ۴۳٫۷۱۳۸۹°شمالی ۹۹٫۴۶۶۹۴°غربی   | ۱۰٬۲۰۰ mi2 ۲۶٬۴۱۸ km2           | ۵۷۰ ft3/s ۱۶ m3/s         | نبراسکاs، داکوتای جنوبیm                                                                   |
| ۳۷ | رود ترینتی         | خلیج گلوستون                  | ۵۰۶ mi ۸۱۵ km         | ۳۲°۴۷′۵۴″ شمالی ۹۶°۵۳′۵۲″ غربی / ۳۲٫۷۹۸۳۳°شمالی ۹۶٫۸۹۷۷۸°غربی   | ۲۹°۴۴′۳۵″ شمالی ۹۴°۴۲′۱۲″ غربی / ۲۹٫۷۴۳۰۶°شمالی ۹۴٫۷۰۳۳۳°غربی   | ۱۷٬۹۷۰ mi2 ۴۶٬۵۴۰ km2           | ۷٬۸۰۰ ft3/s ۲۲۲ m3/s      | تگزاسs، m                                                                                  |
| ۳۸ | رود واباش          | رود اوهایو                    | ۵۰۳ mi ۸۱۰ km         | ۴۰°۲۱′۰۷″ شمالی ۸۴°۴۵′۵۷″ غربی / ۴۰٫۳۵۱۹۴°شمالی ۸۴٫۷۶۵۸۳°غربی   | ۳۷°۴۷′۵۳″ شمالی ۸۸°۰۱′۳۸″ غربی / ۳۷٫۷۹۸۰۶°شمالی ۸۸٫۰۲۷۲۲°غربی   | ۳۲٬۹۵۰ mi2 ۸۵٬۳۴۰ km2           | ۱٬۰۰۱ ft3/s ۲۸ m3/s       | اوهایوs، ایندیاناm، ایلینویm                                                               |